# Samuel Baroni
Samuel Baroni (Cúa, Miranda, 25 de febrero de 1945) es un artista y escultor venezolano. Por otro lado, también ha desempeñado la labor de educador en diversas instituciones especializadas en arte. Su obra resulta un particular trabajo que logra conectar al hombre con su entorno y la memoria del mismo al hacer uso de materiales provenientes de la naturaleza.

## Biografía

### Estudios
Con el apoyo de sus padres asistió a los cursos libres de la Escuela de Artes Plásticas Aplicadas Cristóbal Rojas (1958-1964), donde más adelante impartirá clases y al Centro Gráfico del INCIBA (1968-1970) en Caracas. En diversas estancias de su vida pudo aprender de maestros como Octavio Russo, Edgar Sánchez y Miguel Laufer, quienes ampliaron sus horizontes respecto a la relación tecnología-arte. Hay que señalar también, que el artista se dedicó a la enseñanza durante un largo periodo (1970-1976) en la Escuela Comunitaria El Toronjil (San Antonio de Los Altos, Miranda) y en el Taller Periférico José Fernández Díaz (Caracas). 

## Arte

### Concepción artística
Respecto a la visión artística de Baroni La sala de Arte SIDOR trabaja un breve material sobre el artista en cuestión y Luis Alberto Hernández. Tal artículo se denomina De la materia al signo. En pocas páginas se logra sintetizar la compleja visión del autor. En el mismo se explica que ambos artistas son pertenecientes a una misma generación por lo cual poseen elementos en común. Asimismo, ambos «emplean el lenguaje formal de la frontera de la figuración y la abstracción» de esta manera logran expresar la sensibilidad, aspecto fundamental en su obra. Establece José María Salvador que el proceso de creación de Baroni, con su carácter modesto y honesto, resulta fructífero bajo la angustia y la autocuestionamiento. De esta forma y empleando tal honestidad, Baroni solo materializa en arte lo que siente y vive sinceramente en su pintura y escultura, encontrando en este lo más íntimo de su ser. Con esto se puede entender que el trabajo nacido del impulso, la emoción y el sentimiento, se contrapone a la idea del autor que planifica y esquematiza la obra, buscando el control de cada línea y contorno en el trabajo. Baroni comenta en la entrevista realizada por el portal de The Wynwoods Time el 19 de septiembre del 2020:

«Cuando hablamos de arte no nos referimos a lo bello, el arte va mucho más allá. Nos debatimos entre muchas emociones, en su mayoría muy fuertes; yo lo llamo la lucha entre ángeles y demonios. Cuando hacemos arte, liberamos las energías necesarias para llevar a cabo el esfuerzo creador, y así darle forma concreta al pensamiento que le permita al hombre alcanzar el equilibrio entre el alma y el cuerpo.Se trata de un largo viaje por la interioridad de un ser profundamente sensible, motivado por una enorme carencia que estalla cuando entra en contradicción con un mundo exterior lleno de complejidades»

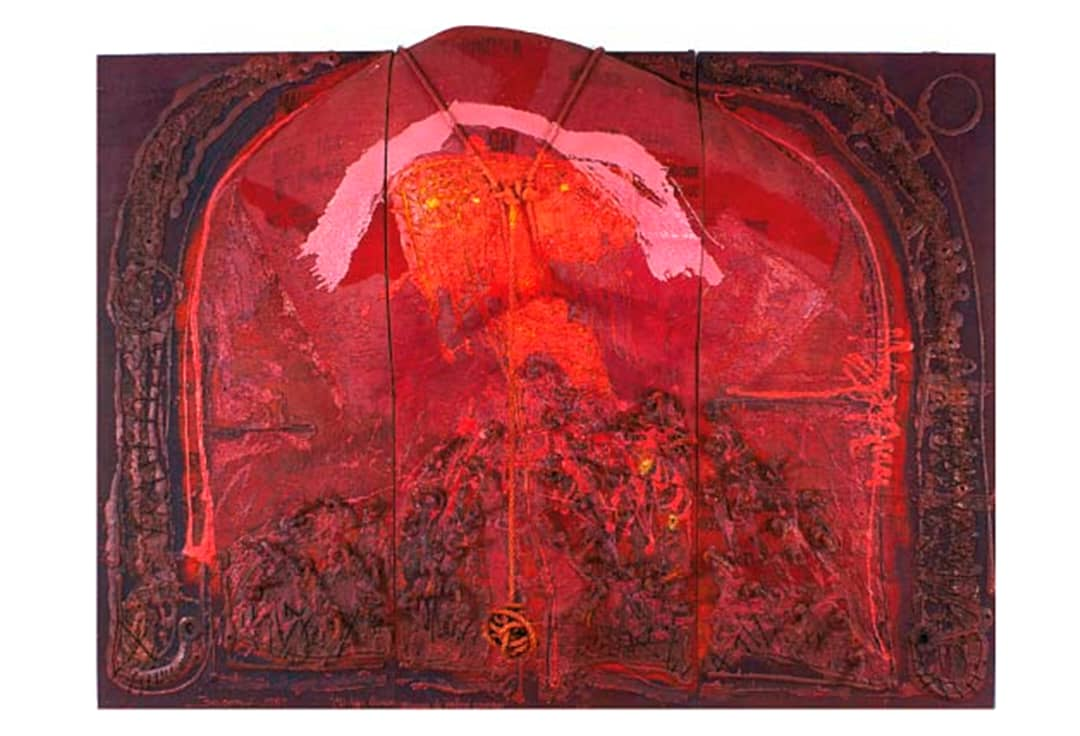
“Mi hija Llanura después de pelear conmigo” merecedora del premio Braulio Salazar en el año 1987 y es parte de la colección permanente del Museo de Arte de Valencia en Venezuela.

Estos dos espacios, tanto el físico como el espiritual, son aspectos claves en la obra del artista, el cual tiene la finalidad, como indica María Salvador, de «reflejar con su obra el problema existencial de la territorialidad en el ser humano» es decir, la identificación del hombre con su entorno. Por otra parte, el artista comenta a través del artículo que en su obra no hay una búsqueda ecológica: si él pinta una playa negra es porque la ve negra y no por la contaminación misma. 
A partir de lo anterior se puede comprender que la obra de Baroni trabaja al ser humano mismo, su oscuridad y luz infringida en la tierra, dadora de vida, y la relación con el espacio en el cual se encuentra, en donde transciende esta la idea de espiritualidad, percepción y dinamismo, reconstruyéndolo constantemente con nuevos trozos, ideas e imágenes que el autor ha recopilado a lo largo de la vida.

### Materiales
Lo que más destaca de la obra del artista son los materiales que este utiliza. Según comenta José María Salvador la selección de este dependerá del sentimiento que despierte en el autor. Nuevamente se retoma el tema de la emoción y lo sensorial. El material busca configurar mediante su origen natural o crudo la idea de la tierra y el entorno, conectando con la idea del recuerdo o el pasado, pero aun latente en un ambiente en decadencia y transformación. De esta manera, el hombre pisa la tierra donde crece el árbol y recuerda a través de lo primigenio, sus raíces, proveniencia y existencia del bien en sí mismo. 
Este diálogo con la obra, dice José María Salvador, es constante y por lo tanto dinámico y cambiante. En contraposición con el material en completitud, el artista también recurre al opuesto de esto, es decir, desgarra y fragmenta algunos materiales. Por otra parte, la obra posee regularmente relieves y grandes trozos de madera o cuerda. Así como también se encuentra arena y tierra. Los colores se mantienen en una paleta oscura y natural. Entre estos encontramos: negros, marrones, grises, anaranjados, amarillos y rojizos. El dibujo es casi inexistente y busca por tanto revertir de cierta forma la belleza de la tradición estética.
Baroni reafirma lo anteriormente comentado en algunas de las citas compiladas en el libro de José María Salvador:

«Como dibujante no me gusta aprovechar la habilidad para hacer anécdotas. Por eso esbocé otros rumbos a mi trabajo y le incorporé materiales diversos. Agregue la arena y el cemento como aglutinantes de la pintura de esmalte; luego le puedo añadir pinturas acrílicas para que produzca esos grises. También coloque los cordones, las telas. Todo esto me permite indagar mas en mi oficio y satisfacer ciertas expectativas»

## Obra

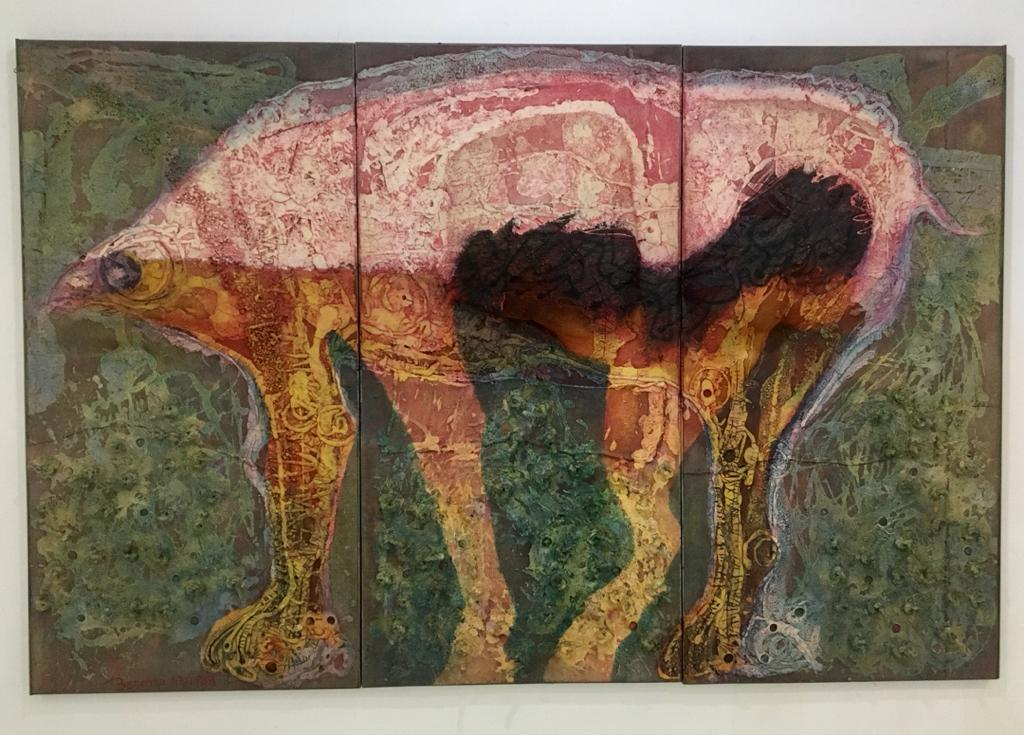
"El sueño de lluvia" ganadora del XLVI Salón de Artes Visuales “Arturo Michelena” en el año 1988. Es parte de la colección permanente del Museo de Arte de
Valencia en Venezuela.

Baroni empieza a exponer sus obras en la década de los sesenta. Para 1970 participa de forma colectiva en la galería Track de Caracas. Gracias a esto se le 
selecciona en 1975 para participar III Premio Ernesto Avellán, Ateneo de Caracas. Este resultó un punto clave en su carrera, ya que, a partir de su aparición con una escultura realizada con materiales sintéticos. Gracias a su trabajo y talento, el artista gana el premio a una temprana edad para luego volver a participar en el III Salón Nacional de Jóvenes Artistas, MACC en 1985. Este Salón de arte resulta de suma importancia en la historia de Venezuela, ya que el mismo, fue organizado por el grupo “Nueva visión” de Valencia, dándole cabida a nuevas expresiones e ingreso a nuevos talentos jóvenes y grupos.

### Exposiciones individuales[5]
- 1992 «Axis mundi», Sala RG
- 1993 «De la materia al signo», Sala Sidor
- 1995 «Reencuentro con el ser: obra reciente 1994-1995", MACMMA / "Territorialidad invertida», Galería D'Museo, Caracas
- 1996 «Desde la barrera», Galería Icono, Caracas

### Exposiciones colectivas[5]
- 1970 «Formas», Galería Track, Caracas; Centro de Bellas Artes Maracaibo; Centro Cultural de Maracay.
- 1972 «Homenaje al Che», Galería Viva México y Caracas.
- 1973 «I Salón Centro Plaza», Centro Plaza, Caracas.
- 1975 «III Salón Avellán», Ateneo de Caracas
- 1976 «XXXIV Salón Arturo Michelena», Ateneo de Valencia
- 1978 «XXXVI Salón Arturo Michelena», Ateneo de Valencia
- 1979 «XXXVII Salón Arturo Michelena», Ateneo de Valencia
- 1980 «Paquete Erótico» Altos de la Galería de Ocre, Caracas 53 dibujos, Galería Centro Arte Nacional, Caracas.
- 1981 «Nuevo Dibujo», Memphis, Estados Unidos.
- 1981 «Segunda parte», GAN, Caracas, Venezuela. (donde se puede encontrar la primera colección y última carreta de Baroni)
- 1982 «Bienal de Dibujo y Pintura de Cagua», Cagua, Aragua XL Salón Arturo Michelena, Ateneo de Valencia
- 1983 «XLI Salón Arturo Michelena», Ateneo de Valencia,
- 1983 «Artistas de Venezuela por Amnistía Internacional», Galería Los Espacios Cálidos, Ateneo de Caracas.
- 1985 «XLIII Salón Arturo Michelena», Ateneo de Valencia X salón de Arte de Aragua, Maracay
- 1985 «III Salón de Jóvenes», MACC, Caracas, Venezuela.
- 1986 «XLIV Salón Arturo Michelena», Ateneo de Valencia
- 1986 «Redibujo», Galería G, Caracas
- 1986 «Salón de Arte de Aragua», Maracay
- 1987 «Lecturas de Arte Nacional», Galería de Artes Caracas, Caracas
- 1987 « I Bienal Nacional de arte de Guayana», Museo de arte contemporáneo, Jesús Soto, Ciudad Bolívar
- 1991 «20 artistas venezolanos en Bogotá», Museo de Arte Moderno, Bogotá, Colombia.
- 1991, «III Bienal de Cuenca», Ecuador
- 1998, «Bienal del barro de América Roberto Guevara», São Paulo y Caracas.

### Colecciones[5]
- Ateneo de Valencia, Edo. Carabobo
- BCV
- CAMLB
- Casa de Bolívar, La Habana
- Celarg
- Concejo Municipal, Cagua, Edo. Aragua
- Fundación Polar, Caracas
- GAN
- MACCSI
- MACMMA
- Museo de Arte Moderno, Bogotá
- UNA
- USB

### Premios y menciones[5]
- 1975- Primer premio, III Salón Avellán, Ateneo de Caracas
- 1982- Primer premio, I Bienal de Dibujo y Pintura, Cagua, Edo. Aragua
- 1985- Segundo premio de pintura, X Salón Aragua, Museo de Arte de Maracay
- 1987- Bolsa de Trabajo Braulio Salazar, XLV Salón Arturo Michelena
- 1988- Premio Arturo Michelena, XLVI Salón Arturo Michelena
- 1990- Mención de honor, I Salón de Pintura BCV
- 1996- Premio al mejor conjunto internacional, Festival de Cagnes-sur-Mer, Francia

### Otras actividades destacadas[7]
- Ilustrador para el Papel Literario de El Nacional
- Ilustrador para La Revista de Cultura.
- Escenografía de «Raíz de barro», dirigida por Fernando Ivosky
- Escenografía de «Amalivaca», dirigida por José Veliz